# Fisichella Motor Sport
Pour les articles homonymes, voir Fisichella et FMS.
Fisichella Motor Sport (FMS) est une écurie de sport automobile, fondée par le pilote de Formule 1 italien Giancarlo Fisichella et son manager Enrico Zanarini qui évolue ou a évolué dans plusieurs disciplines.

## Historique

### Euroseries 3000 / Auto GP
Le Fisichella Motor Sport a été fondé en 2005 pour participer au championnat d'Italie de Formule 3000. Après une première saison marquée par le titre de Luca Filippi, l'écurie poursuit sa domination de la discipline : en 2006, Giacomo Ricci remporte le titre devant son coéquipier Marco Bonanomi, les pilotes FMS ayant remporté 13 des 18 courses de la saison. La saison 2007 est beaucoup plus difficile pour l'écurie qui ne signe aucune victoire, Luiz Razia ne se classant que troisième du championnat. L'écurie voit le bout du tunnel en 2009 avec la fusion de l'écurie avec Coloni sous le nom FMS International / Coloni Motorsport. Fabio Onidi et Ben Hanley signent chacun une victoire pour FMS, Onidi décrochant de plus un autre succès pour Coloni Motorsport tandis que Marco Bonanomi remporte trois courses pour Coloni Motorsport, Rodolfo Gonzalez signant un seul succès. 

### 2006 -2009: GP2 Series
L'écurie a diversifié son activité en rachetant, début 2006 l'écurie de GP2 Series Coloni rebaptisée FMS International. Giorgio Pantano, Luca Filippi et Jason Tahincioglu se classent respectivement 5e, 19e et non classé, Pantano remportant 3 victoires. En 2007, l'écurie aligne Antônio Pizzonia puis Adam Carroll et toujours Tahincioglu. L'écurie signe victoires grâce à Carroll et termine à la neuvième place du championnat.
En 2008, grâce à Adrián Vallés, Adam Carroll, Roldán Rodríguez et Marko Asmer, le FMS se classe 10e du championnat, sans aucune victoire. En 2009, FMS fusionne avec Coloni et aligne Andreas Zuber et Luiz Razia qui remporte une épreuve à Monza en fin de saison. 
En 2010, Paolo Coloni reprend le contrôle de l'écurie en rachetant les parts de Giancarlo Fisichella.

### Superleague Formula
En 2008, le Fisichella Motor Sport participe à la Superleague Formula en alignant une voiture aux couleurs de l'AS Roma confiée à Enrico Toccacelo et Franck Perera. L'équipe se classe 5e du championnat avec trois podiums.